# Фонина, Мария Зотовна
Мария Зотовна Фонина (14 марта 1916 года — 28 ноября 1993 года) — советская актриса
 театра и кино. Актриса Московского драматического театра им. А. С. Пушкина.

## Биография
Мария Зотовна Фонина родилась 14 марта 1916 года.
Под руководством Александра Таирова в течение нескольких десятков лет была актрисой Московского Камерного театра, в 1949 году реорганизованного, и с 1950 года переименованного в Московский драматический театр им. А. С. Пушкина.
Умерла 28 ноября 1993 года в Москве на 78-м году жизни.
Похоронена на Головинском кладбище, с родителями и братом (8 участок).

## Семья
- Отец — Зот Иванович Фонин (13 января 1882 — 15 ноября 1956).
- Мать — Прасковья Яковлевна Фонина (27 октября 1882—1979).
- Брат — Василий Зотович Фонин (15 июля 1911 — 6 октября 1956).
- Муж — Леонид Юрьевич Белогорцев (1910, Владикавказ, Терская область — 1 ноября 1945, возле Глаухау, Саксония, Германия).
  - Дочь — актриса Крачковская, Наталья Леонидовна (24 ноября 1938 — 3 марта 2016).
  - Зять — Владимир Васильевич Крачковский (14 августа 1923 — 2 июля 1988).
    - Внук — Василий Владимирович Крачковский (р. 8 июня 1963).
      - Правнук — Владимир Васильевич Крачковский (р. 22 июня 1991).

  - Дочь — Ирина Леонидовна Шатиришвили (Белогорцева) (р. 1941).